# Centris leprieuri
Centris leprieuri är en biart som först beskrevs av Maximilian Spinola 1841.  Centris leprieuri ingår i släktet Centris och familjen långtungebin. Inga underarter finns listade.